# Kabinett Fulero
Kabinett Fulero war das erste Fernsehspiel im deutschen Fernsehrundfunk mit Musik und wurde am 31. Oktober 1940 in öffentlichen Fernsehstuben ausgestrahlt. Die Darsteller Herrmann Wagner, Herbert Gernot und die Darstellerin Angelika Feldmann machten nach dem Zweiten Weltkrieg Karriere. Feldmann wurde die erste Fernsehansagerin des Norddeutschen Rundfunks, Wagner ist ein bekannter Synchronsprecher.
Geschrieben wurde Kabinett Fulero von Doris Riehmer.

## Inhalt
König Cyrillus führt im Morgenland ein glanzvolles und romantisches Leben. Er verliebt sich in die kluge und berechnende Tamara. Hinter Tamara aber steht der unheimliche Fulero, der nach der Macht und dem Geld des Königs greift. Als Cyrillus aufgrund von Intrigen sein Hab und Gut verliert, lässt Tamara ihn fallen. Der ehemalige König fängt an zu arbeiten und findet sein Glück bei einem Pariser Blumenmädchen. Als sie ein Kind von ihm bekommt, zeigt sich ihm das wahre Glück.

## Musik
Die Fernsehmusik Fulero zeigte den Komponisten „im Fahrwasser Rachmaninowscher Klanggesten und der Sweet-Harmonik parallelgerückter alterierter Septnon-Akkorde.“ Rio Gebhardt war seit 1937 erster deutscher Musikbetreuer des Bildfunks.

## Reaktionen
Das Hamburger Tageblatt schrieb: „Es ist ein eigenes Gefühl, wenn man bei der modernsten Uraufführung unserer Zeit zugegen sein kann. Man sitzt vor dem Bildfeld des Fernsehempfängers, - heute ein Genuß für wenige, morgen einmal in vielen deutschen Wohnungen vorhanden.“
Der Völkische Beobachter vom 16. November 1940 ergänzte: „wir können, die wachsende Technik bestaunend, mit Genugtuung sehen, wie sich der Fernsehsender bemüht, Spielgut zu schaffen, das zwischen Romantik und Wirklichkeit liegt und sich kulturpolitisch in die Gegenwart einordnet.“

## Nach dem Zweiten Weltkrieg
Entgegen den Prognosen des Hamburger Tageblatt erfuhr das Spiel keine Wiederholung und verschwand unerwähnt. Die Inszenierung richtete sich tendenziös gegen England.